# Everton Football Club 2019-2020
Questa voce raccoglie le informazioni riguardanti l'Everton Football Club nelle competizioni ufficiali della stagione 2019-2020.

## Stagione
La stagione 2019-2020 dell'Everton rappresenta la 66ª stagione consecutiva nella massima categoria inglese, su un totale di 117 campionati disputati nella prima divisione nazionale.
In League Cup, denominata Carabao Cup per motivi di sponsorizzazione, la squadra viene eliminata dal Leicester City, dopo i calci di rigore, ai quarti di finale.
Ancor più breve è il percorso in FA Cup, dove viene sconfitto ai trentaduesimi di finale dal Liverpool per 1-0, perdendo il derby di coppa e venendo così eliminato dalla competizione.
Il 13 marzo 2020, attraverso un comunicato, il club annuncia che un calciatore della Prima Squadra, in seguito al rilevamento di una elevata temperatura corporea, sintomo riconducibile al Coronavirus COVID-19, è stato posto immediatamente in isolamento, estendendo le misure di quarantena a tutta la squadra, calciatori e staff, decidendo di sospendere ogni tipo di attività. Nello stesso giorno, in una nota congiunta, la Premier League, la English Football League e la FA, comunicano la sospensione di ogni attività agonistica fino agli inizi di aprile a causa dell'emergenza dovuta alla Pandemia di COVID-19 del 2020 nel Regno Unito. Con un nuovo comunicato, il 19 marzo 2020, viene comunicato che la sospensione durerà fino al 30 aprile 2020., salvo in seguito prolungare la sospensione fino a data da destinarsi o perlomeno fino a quando la situazione sanitaria non sia sicura per lo svolgimento degli eventi sportivi. Il 1º maggio 2020, la lega comunica la riduzione delle attività del settore giovanile ed una prima pianificazione per la ripresa delle attività dei club, in primis gli allenamenti dei calciatori. Seguendo le linee guida del protocollo Return To Training, il 18 maggio vengono dettate le linee guida per il ritorno dei calciatori agli allenamenti in piccoli gruppi, mantenendo le distanze di sicurezza e sanificando gli ambienti all'interno del quale si svolgono le attività della squadra: con queste prerogative, lo stesso giorno, l'Everton riprende le proprie attività di allenamento. Attraverso un nuovo comunicato, il 27 maggio 2020, la Premier League detta le linee guida su come riprendere gli allenamenti durante la cosiddetta "fase 2" della pandemia ed il giorno successivo comunica che la ripresa del campionato è fissata per il 17 giugno 2020 confermando la volontà di portare a termine il campionato. Successivamente, il 4 giugno 2020, la FA comunica che per le restanti gare si potranno effettuare cinque sostituzioni, allineandosi alle scelte delle altre leghe europee; il giorno seguente viene stilato il calendario delle prime tre giornate dal momento della ripresa.
Il 26 luglio 2020, chiude il campionato con una sconfitta in casa per 3-1 contro il Bournemouth, terminando al 12º posto in Premier League.

## Maglie e sponsor
| Casa | Trasferta | Terza divisa |

## Rosa
Rosa, numerazione e ruoli, tratti dal sito ufficiale, sono aggiornati al 1º febbraio 2020.
| N. |                        | Ruolo | Calciatore            |
| -- | ---------------------- | ----- | --------------------- |
| 1  | Inghilterra (bandiera) | P     | Jordan Pickford       |
| 2  | Inghilterra (bandiera) | D     | Mason Holgate         |
| 3  | Inghilterra (bandiera) | D     | Leighton Baines       |
| 5  | Inghilterra (bandiera) | D     | Michael Keane         |
| 7  | Brasile (bandiera)     | A     | Richarlison           |
| 8  | Inghilterra (bandiera) | C     | Fabian Delph          |
| 9  | Inghilterra (bandiera) | A     | Dominic Calvert-Lewin |
| 10 | Islanda (bandiera)     | C     | Gylfi Sigurðsson      |
| 11 | Inghilterra (bandiera) | A     | Theo Walcott          |
| 12 | Francia (bandiera)     | D     | Lucas Digne           |
| 13 | Colombia (bandiera)    | D     | Yerry Mina            |
| 14 | Turchia (bandiera)     | A     | Cenk Tosun            |
| 17 | Nigeria (bandiera)     | C     | Alex Iwobi            |
| 18 | Francia (bandiera)     | C     | Morgan Schneiderlin   |
| 19 | Francia (bandiera)     | D     | Djibril Sidibé        |

| N. |                           | Ruolo | Calciatore                |
| -- | ------------------------- | ----- | ------------------------- |
| 20 | Brasile (bandiera)        | A     | Bernard Duarte            |
| 21 | Portogallo (bandiera)     | C     | André Gomes               |
| 22 | Paesi Bassi (bandiera)    | P     | Maarten Stekelenburg      |
| 23 | Irlanda (bandiera)        | D     | Séamus Coleman (capitano) |
| 25 | Costa d'Avorio (bandiera) | C     | Jean-Philippe Gbamin      |
| 26 | Inghilterra (bandiera)    | C     | Thomas Davies             |
| 27 | Italia (bandiera)         | A     | Moise Kean                |
| 29 | Senegal (bandiera)        | A     | Oumar Niasse              |
| 30 | Curaçao (bandiera)        | D     | Cuco Martina              |
| 31 | RD del Congo (bandiera)   | A     | Yannick Bolasie           |
| 34 | RD del Congo (bandiera)   | C     | Beni Beningime            |
| 42 | Inghilterra (bandiera)    | A     | Anthony Gordon            |
| 49 | Danimarca (bandiera)      | P     | Jonas Lössl               |
|    | Inghilterra (bandiera)    | C     | Dennis Adeniran           |

## Calciomercato

### Sessione estiva(dall'11/6 all'8/8)
| Acquisti | Acquisti             | Acquisti          | Acquisti                 |
| R.       | Nome                 | da                | Modalità                 |
| -------- | -------------------- | ----------------- | ------------------------ |
| P        | Joe Hilton           | Marine            | fine prestito            |
| P        | Jonas Lössl          | Huddersfield Town | svincolato               |
| D        | Luke Garbutt         | Oxford Utd        | fine prestito            |
| D        | Jean-Philippe Gbamin | Magonza           | definitivo (€ 25,00 mln) |
| D        | Djibril Sidibé       | Monaco            | prestito (€ 2,50 mln)    |
| D        | Mason Holgate        | West Bromwich     | fine prestito            |
| D        | Cuco Martina         | Feyenoord         | fine prestito            |
| D        | Matthew Pennington   | Ipswich Town      | fine prestito            |
| D        | Ashley Williams      | Stoke City        | fine prestito            |
| C        | André Gomes          | Barcellona        | riscattato (€ 25,00 mln) |
| C        | Beni Baningime       | Wigan             | fine prestito            |
| C        | Muhamed Bešić        | Middlesbrough     | fine prestito            |
| C        | Yannick Bolasie      | Anderlecht        | fine prestito            |
| C        | Callum Connolly      | Bolton            | fine prestito            |
| C        | Fabian Delph         | Manchester City   | definitivo (€ 9,50 mln)  |
| C        | Kieran Dowell        | Sheffield Utd     | fine prestito            |
| C        | Antony Evans         | Blackpool         | fine prestito            |
| C        | Sebastian Kristensen | Lyngby            | definitivo               |
| C        | Henry Onyekuru       | Galatasaray       | fine prestito            |
| C        | Joe Williams         | Bolton            | fine prestito            |
| A        | Moise Kean           | Juventus          | definitivo (€ 27,50 mln) |
| A        | Alex Iwobi           | Arsenal           | definitivo (€ 30,40 mln) |
| A        | Shayne Lavery        | Falkirk           | fine prestito            |
| A        | Boris Mathis         | Northampton Town  | fine prestito            |
| A        | Kevin Mirallas       | Fiorentina        | fine prestito            |
| A        | Baye Oumar Niasse    | Cardiff City      | fine prestito            |
| A        | Shani Tarashaj       | Grasshoppers      | fine prestito            |
| A        | Sandro Ramírez       | Real Sociedad     | fine prestito            |

| Cessioni | Cessioni           | Cessioni            | Cessioni                 |
| R.       | Nome               | a                   | Modalità                 |
| -------- | ------------------ | ------------------- | ------------------------ |
| P        | Mateusz Hewelt     | Miedź Legnica       | svincolato               |
| P        | Joe Hilton         | Blackburn           | svincolato               |
| P        | Chris Renshaw      | Witton Albion       | svincolato               |
| P        | João Virgínia      | Reading             | prestito                 |
| D        | Brendan Galloway   | Luton Town          | definitivo               |
| D        | Luke Garbutt       | Ipswich Town        | prestito                 |
| D        | Phil Jagielka      | Sheffield Utd       | svincolato               |
| D        | Jonjoe Kenny       | Schalke 04          | prestito                 |
| D        | Barney McKeown     |                     | svincolato               |
| D        | Matthew Pennington | Hull City           | prestito                 |
| D        | Elliot Richards    |                     | svincolato               |
| D        | Antonee Robinson   | Wigan               | riscattato               |
| D        | Ethan Warnock      |                     | svincolato               |
| D        | Tom Warren         |                     | svincolato               |
| D        | Ashley Williams    | Bristol City        | definitivo               |
| D        | Kurt Zouma         | Chelsea             | fine prestito            |
| D        | Paweł Żuk          | Lechia Danzica      | svincolato               |
| C        | Muhamed Bešić      | Sheffield Utd       | prestito                 |
| C        | Josh Bowler        | Hull City           | prestito                 |
| C        | Daniel Bramall     | Matlock Town        | svincolato               |
| C        | Harry Charsley     | Mansfield Town      | svincolato               |
| C        | Michael Collins    | Sunderland          | svincolato               |
| C        | Kieran Dowell      | Derby County        | prestito                 |
| C        | Idrissa Gueye      | Paris Saint-Germain | definitivo (€ 30,00 mln) |
| C        | Jack Kiersey       | Walsall             | svincolato               |
| C        | James McCarthy     | Crystal Palace      | definitivo (€ 3,30 mln)  |
| C        | Kameron Stanley    |                     | svincolato               |
| C        | Nikola Vlašić      | CSKA Mosca          | riscattato (€15,70 mln)  |
| C        | Joe Williams       | Wigan               | definitivo               |
| A        | Korede Adedoyin    | Hamilton Academical | prestito                 |
| A        | Nathan Broadhead   | Burton Albion       | prestito                 |
| A        | Shayne Lavery      | Linfield            | svincolato               |
| A        | Ademola Lookman    | RB Lipsia           | definitivo (€ 18,00 mln) |
| A        | Boris Mathis       | Rodez               | svincolato               |
| A        | Bassala Sambou     | Fortuna Sittard     | definitivo               |
| A        | Shani Tarashaj     | Emmen               | prestito biennale        |
| A        | Sandro Ramírez     | Real Valladolid     | prestito                 |

### Operazioni esterne(dal 9/8 al 31/12)
| Acquisti | Acquisti | Acquisti | Acquisti |
| R.       | Nome     | da       | Modalità |
| -------- | -------- | -------- | -------- |

| Cessioni | Cessioni        | Cessioni         | Cessioni                |
| R.       | Nome            | a                | Modalità                |
| -------- | --------------- | ---------------- | ----------------------- |
| C        | Yannick Bolasie | Sporting Lisbona | prestito                |
| C        | Callum Connolly | Lincoln City     | prestito                |
| C        | Fraser Hornby   | Kortrijk         | prestito                |
| C        | Henry Onyekuru  | Monaco           | definitivo (€13,50 mln) |
| A        | Kevin Mirallas  | Anversa          | definitivo              |

### Sessione invernale(dall'1/1 al 31/1)
| Acquisti | Acquisti           | Acquisti     | Acquisti      |
| R.       | Nome               | da           | Modalità      |
| -------- | ------------------ | ------------ | ------------- |
| D        | Jarrad Branthwaite | Carlisle Utd | definitivo    |
| C        | Callum Connolly    | Lincoln City | fine prestito |
| C        | Kieran Dowell      | Derby County | fine prestito |

| Cessioni | Cessioni        | Cessioni          | Cessioni   |
| R.       | Nome            | a                 | Modalità   |
| -------- | --------------- | ----------------- | ---------- |
| P        | Jonas Lössl     | Huddersfield Town | prestito   |
| D        | Morgan Feeney   | Tranmere          | prestito   |
| D        | Lewis Gibson    | Fleetwood Town    | prestito   |
| C        | Callum Connolly | Fleetwood Town    | prestito   |
| C        | Kieran Dowell   | Wigan             | prestito   |
| C        | Antony Evans    | Paderborn         | definitivo |
| A        | Mohamed-Ali Cho | Angers            | definitivo |
| A        | Kieran Phillips | Huddersfield Town | prestito   |
| A        | Cenk Tosun      | Crystal Palace    | prestito   |

### Operazioni esterne(dall'1/2 al 30/06)
| Acquisti | Acquisti | Acquisti | Acquisti |
| R.       | Nome     | da       | Modalità |
| -------- | -------- | -------- | -------- |

| Cessioni | Cessioni | Cessioni | Cessioni |
| R.       | Nome     | a        | Modalità |
| -------- | -------- | -------- | -------- |

## Risultati

### Premier League

#### Girone di andata
| Londra 10 agosto 2019, ore 15:00 BST 1ª giornata | Crystal Palace        | 0 – 0 referto | Everton | Selhurst Park (25.151 spett.)\| Arbitro: \| Moss (West Yorkshire) \| |
| Arbitro:                                         | Moss (West Yorkshire) |               |         |                                                                      |

| Arbitro: | Mason (Bolton) |

|             |           |  |
| Bernard 10’ | Marcatori |  |

| Arbitro: | Oliver (Northumberland) |

|                           |           |  |
| Wesley 21’ El Ghazi 90+5’ | Marcatori |  |

| Arbitro: | Taylor (Cheshire) |

|                              |           |                      |
| Richarlison 5’ 80’ Iwobi 12’ | Marcatori | 9’ Saïss 75’ Jiménez |

| Arbitro: | Tierney (Lancashire) |

|                           |           |                   |
| Wilson 23’ 72’ Fraser 67’ | Marcatori | 44’ Calvert Lewin |

| Arbitro: | Hooper (Wiltshire) |

|  |           |                                |
|  | Marcatori | 40’ (aut.) Y. Mina 79’ Mousset |

| Arbitro: | Oliver (Northumberland) |

|                   |           |                                      |
| Calvert-Lewin 33’ | Marcatori | 24’ G. Jesus 71’ Mahrez 84’ Sterling |

| Arbitro: | Scott (Oxfordshire) |

|              |           |  |
| Hendrick 72’ | Marcatori |  |

| Arbitro: | Mason (Bolton) |

|                              |           |  |
| Bernard 17’ Sigurðsson 90+2’ | Marcatori |  |

| Arbitro: | Madley (West Yorkshire) |

|                                               |           |                                      |
| Groß 15’ Maupay 80’ (rig.) Digne 90+4’ (aut.) | Marcatori | 20’ (aut.) Webster 74’ Calvert-Lewin |

| Arbitro: | Atkinson (West Yorkshire) |

|             |           |               |
| Tosun 90+7’ | Marcatori | 63’ Dele Alli |

| Arbitro: | Tierney (Lancashire) |

|          |           |                           |
| Ings 50’ | Marcatori | 4’ Davies 75’ Richarlison |

| Arbitro: | Taylor (Cheshire) |

|  |           |                           |
|  | Marcatori | 54’ Cantwell 90+2’ Srbeny |

| Arbitro: | Scott (Oxfordshire) |

|                           |           |                 |
| Vardy 68’ Iheanacho 90+4’ | Marcatori | 23’ Richarlison |

| Arbitro: | Dean (Wirral) |

|                                                 |           |                             |
| Origi 6’ 31’ Shaqiri 17’ Mané 45’ Wijnaldum 90’ | Marcatori | 21’ Keane 45+3’ Richarlison |

| Arbitro: | Pawson (Sheffield) |

|                                      |           |             |
| Richarlison 5’ Calvert-Lewin 49’ 84’ | Marcatori | 52’ Kovačić |

| Arbitro: | Oliver (Northumberland) |

|               |           |                     |
| Greenwood 77’ | Marcatori | 36’ (aut.) Lindelöf |

| Liverpool 21 dicembre 2019, ore 12:30 GMT 18ª giornata | Everton                 | 0 – 0 referto | Arsenal | Goodison Park (39.336 spett.)\| Arbitro: \| Friend (Leicestershire) \| |
| Arbitro:                                               | Friend (Leicestershire) |               |         |                                                                        |

| Arbitro: | Taylor (Cheshire) |

|                   |           |  |
| Calvert-Lewin 80’ | Marcatori |  |

#### Girone di ritorno
| Arbitro: | Mason (Bolton) |

|           |           |                        |
| Schär 56’ | Marcatori | 13’, 64’ Calvert-Lewin |

| Arbitro: | Marriner (West Midlands) |

|                        |           |                 |
| Gabriel Jesus 51’, 58’ | Marcatori | 71’ Richarlison |

| Arbitro: | Coote (Nottinghamshire) |

|                 |           |  |
| Richarlison 31’ | Marcatori |  |

| Arbitro: | Marriner (West Midlands) |

|          |           |                   |
| Diop 40’ | Marcatori | 44’ Calvert-Lewin |

| Arbitro: | Hooper (Wiltshire) |

|                            |           |                      |
| Kean 30’ Calvert-Lewin 54’ | Marcatori | 90+4’, 90+5’ Lejeune |

| Arbitro: | Pawson (Sheffield) |

|                        |           |                               |
| Masina 10’ Pereyra 42’ | Marcatori | 45+1’, 45+4’ Mina 90’ Walcott |

| Arbitro: | Coote (Nottinghamshire) |

|                                               |           |             |
| Bernard 18’ Richarlison 58’ Calvert-Lewin 88’ | Marcatori | 51’ Benteke |

| Arbitro: | Attwell (Warwickshire) |

|                                 |           |                                    |
| Nketiah 27’ Aubameyang 33’, 46’ | Marcatori | 1’ Calvert-Lewin 45+4’ Richarlison |

| Arbitro: | Kavanagh (Lancashire) |

|                  |           |                 |
| Calvert-Lewin 3’ | Marcatori | 31’ B.Fernandes |

| Arbitro: | Friend (Leicestershire) |

|                                            |           |  |
| Mount 14’ Pedro 21’ Willian 51’ Giroud 54’ | Marcatori |  |

| Liverpool 21 giugno 2020, ore 19:00 BST 30ª giornata | Everton                   | 0 – 0 referto | Liverpool | Goodison Park (0 spett.)\| Arbitro: \| Atkinson (West Yorkshire) \| |
| Arbitro:                                             | Atkinson (West Yorkshire) |               |           |                                                                     |

| Arbitro: | Madley (West Yorkshire) |

|  |           |           |
|  | Marcatori | 55’ Keane |

| Arbitro: | Coote (Nottinghamshire) |

|                                       |           |               |
| Richarlison 10’ Sigurðsson 16’ (rig.) | Marcatori | 51’ Iheanacho |

| Arbitro: | Scott (Oxfordshire) |

|                  |           |  |
| Keane 24’ (aut.) | Marcatori |  |

| Arbitro: | Mason (Bolton) |

|                 |           |          |
| Richarlison 44’ | Marcatori | 31’ Ings |

| Arbitro: | Taylor (Cheshire) |

|                                              |           |  |
| Jiménez 45+2’ (rig.) Dendoncker 46’ Jota 74’ | Marcatori |  |

| Arbitro: | Taylor (Cheshire) |

|             |           |           |
| Walcott 87’ | Marcatori | 72’ Konsa |

| Arbitro: | Attwell (Warwickshire) |

|  |           |                 |
|  | Marcatori | 46’ Richarlison |

| Arbitro: | Kavanagh (Lancashire) |

|          |           |                                             |
| Kean 41’ | Marcatori | 13’ (rig.) King 45+1’ Solanke 80’ Stanislas |

### FA Cup
| Arbitro: | Moss (West Yorkshire) |

|           |           |  |
| Jones 71’ | Marcatori |  |

### EFL Cup
| Arbitro: | Bond (Lancashire) |

|                         |           |                                                           |
| Anderson 1’ Andrade 70’ | Marcatori | 36’ Digne 59’ (rig.) Sigurðsson 81’ Iwobi 88’ Richarlison |

| Arbitro: | Simpson (Lancashire) |

|  |           |                      |
|  | Marcatori | 6’ 10’ Calvert-Lewin |

| Arbitro: | Harrington (Cleveland) |

|                               |           |  |
| Holgate 72’ Richarlison 90+3’ | Marcatori |  |

| Arbitro: | Moss (West Yorkshire) |

|                                    |                      |                                              |
| Davies 70’ Baines 90+1’            | Marcatori            | 26’ Maddison 29’ Evans                       |
| Tosun Baines Holgate Calvert-Lewin | Tiri di rigore 2 – 4 | Maddison Chilwell Ricardo Pereira Gray Vardy |

## Statistiche

### Statistiche di squadra
Aggiornate al 26 luglio 2020.
| Competizione   | Punti | In casa | In casa | In casa | In casa | In casa | In casa | In trasferta | In trasferta | In trasferta | In trasferta | In trasferta | In trasferta | Totale | Totale | Totale | Totale | Totale | Totale | DR  |
| Competizione   | Punti | G       | V       | N       | P       | Gf      | Gs      | G            | V            | N            | P            | Gf           | Gs           | G      | V      | N      | P      | Gf     | Gs     | DR  |
| -------------- | ----- | ------- | ------- | ------- | ------- | ------- | ------- | ------------ | ------------ | ------------ | ------------ | ------------ | ------------ | ------ | ------ | ------ | ------ | ------ | ------ | --- |
| Premier League | 49    | 19      | 8       | 7       | 4       | 24      | 21      | 19           | 5            | 3            | 11           | 20           | 35           | 38     | 13     | 10     | 15     | 44     | 56     | -12 |
| FA Cup         | -     | 0       | 0       | 0       | 0       | 0       | 0       | 1            | 0            | 0            | 1            | 0            | 1            | 1      | 0      | 0      | 1      | 0      | 1      | -1  |
| League Cup     | -     | 2       | 1       | 1       | 0       | 4       | 2       | 2            | 2            | 0            | 0            | 6            | 2            | 4      | 3      | 1      | 0      | 10     | 4      | +6  |
| Totale         | 49    | 21      | 9       | 8       | 4       | 28      | 23      | 22           | 7            | 3            | 12           | 26           | 38           | 43     | 16     | 11     | 16     | 54     | 61     | -7  |

### Andamento in campionato
| Giornata  | 1  | 2 | 3  | 4 | 5  | 6  | 7  | 8  | 9  | 10 | 11 | 12 | 13 | 14 | 15 | 16 | 17 | 18 | 19 | 20 | 21 | 22 | 23 | 24 | 25 | 26 | 27 | 28 | 29 | 30 | 31 | 32 | 33 | 34 | 35 | 36 | 37 | 38 |
| --------- | -- | - | -- | - | -- | -- | -- | -- | -- | -- | -- | -- | -- | -- | -- | -- | -- | -- | -- | -- | -- | -- | -- | -- | -- | -- | -- | -- | -- | -- | -- | -- | -- | -- | -- | -- | -- | -- |
| Luogo     | T  | C | T  | C | T  | C  | C  | T  | C  | T  | C  | T  | C  | T  | T  | C  | T  | C  | C  | T  | T  | C  | T  | C  | T  | C  | T  | C  | T  | C  | T  | C  | T  | C  | T  | C  | T  | C  |
| Risultato | N  | V | P  | V | P  | P  | P  | P  | V  | P  | N  | V  | P  | P  | P  | V  | N  | N  | V  | V  | P  | V  | N  | N  | V  | V  | P  | P  | P  | N  | V  | V  | P  | N  | P  | N  | V  | P  |
| Posizione | 11 | 9 | 12 | 6 | 12 | 14 | 15 | 18 | 15 | 16 | 17 | 15 | 16 | 17 | 18 | 14 | 16 | 15 | 13 | 10 | 11 | 11 | 12 | 12 | 9  | 9  | 11 | 11 | 12 | 12 | 12 | 11 | 11 | 11 | 11 | 12 | 11 | 12 |

Legenda:

Luogo: C = Casa; T = Trasferta. Risultato: V = Vittoria; N = Pareggio; P = Sconfitta.